# Parafia Wniebowzięcia Najświętszej Maryi Panny w Lubochni
Parafia Wniebowzięcia Najświętszej Marii Panny w Lubochni – rzymskokatolicka parafia należąca do dekanatu Lubochnia w diecezji łowickiej.
Założona w 1111 roku.

## Zasięg parafii
Do parafii należą wierni z miejscowości: Albertów, Brenica, Dąbrowa, Dębniak, Emilianów, Jakubów, Jasień, Kierz, Kochanów, Lubochenek, Lubochnia, Lubochnia Dworska, Luboszewy, Łąki Henrykowskie, Małecz, Marianka, Nowy Glinnik, Nowy Jasień, Nowy Olszowiec, Olszowiec, Tarnowska Wola i Wólka.